# El desastrólogo
El desastrólogo es una película en blanco y negro de Argentina dirigida por Carlos Rinaldi según el guion de Golo y Guille que se estrenó el 26 de febrero de 1964 y que tuvo como protagonistas a Pepe Biondi, Blanca del Prado, Vicente Rubino y Norma del Valle.

## Sinopsis
Un cafetero ambulante vive en el laboratorio de un astrónomo.

## Reparto
- Pepe Biondi
- Blanca del Prado
- Vicente Rubino
- Norma del Valle
- Daniel Ríos
- Juan Ramón
- Joe Rígoli
- Luisina Brando
- Pepe Díaz Lastra
- Blakaman

## Comentarios
La Nación dijo:

”Debido a la endeblez de su libro, la película no sólo desaprovecha a Biondi….sino que desperdicia algunos aciertos indiscutibles de la realización, apoyada en una fotografía que muestra bien a Buenos Aires y en un trabajo de compaginación por momentos muy ajustados.”

Clarín opinó:

”También el libro sigue la línea que más se aproxima a las difundidas por Biondi, con muchos aportes originales. Es curioso: lo que más festeja el público son los gags puramente cinematográficos.”

Manrupe y Portela escriben sobre la película:

”Primer protagónico de Biondi, por entonces de gran éxito televisivo. Simple en lo suyo, tiene varios momentos divertidos y un ritmo aceptable. Lo mejor: la introducción muda que sirve de fondo a los títulos.”